# 二十四史全译
《二十四史全译》，1991年立项，2003年完成，编撰共耗时13年。《二十四史全译》项目投资五千万人民币，许嘉璐主编，安平秋副主编，有数百人参与编写。该书有88册，原文四千多万字，译文五千多万字，是首次将《二十四史》全部翻译为白话文的图书。